# メイド・イン・ヘヴン (フレディ・マーキュリーの曲)
「メイド・イン・ヘヴン」（Made in Heaven）は、イギリスのロックバンドのクイーンのフロントマンであるフレディ・マーキュリーが1985年に発表した楽曲で、同年発売したソロアルバム『Mr.バッド・ガイ』に収録された。
フレディの死後4年後の1995年、この曲はクイーンのアルバム『メイド・イン・ヘヴン』に収録される際にメンバーがアレンジバージョンを製作した。

## パーソネル

### ソロバージョン
- フレディ・マーキュリー - リード・ボーカル、ピアノ、シンセサイザー
- フレッド・マンデル（英語版） - シンセサイザー、リズムギター
- ポール・ヴィンセント - リードギター
- カート・クレス - ドラムス
- ステファン・ヴィスネット - ベースギター、フェアライトCMI
- ラインホルト・マック（英語版） - フェアライトCMI

### クイーンバージョン
- フレディ・マーキュリー - リード・ボーカル、ピアノ、キーボード
- ブライアン・メイ - エレクトリック・ギター
- ロジャー・テイラー - ドラムス、パーカッション
- ジョン・ディーコン - ベースギター

## 収録
- イギリス限定で、ピクチャーディスクとしてもリリースされた[3]。

| 全作詞・作曲: F.Mercury。 |                                                               |           |            |      |
| #                         | タイトル                                                      | 作詞      | 作曲・編曲 | 時間 |
| 1.                        | 「メイド・イン・ヘヴン」(Made in Heaven (Remix))              | F.Mercury | F.Mercury  | 3:59 |
| 2.                        | 「シー・ブロウズ・ホット & コールド」(She Blows Hot and Cold) | F.Mercury | F.Mercury  | 3:30 |
| 合計時間:                 | 合計時間:                                                     | 7:29      |            |      |

| 全作詞・作曲: F.Mercury。 |                                                      |           |            |      |
| #                         | タイトル                                             | 作詞      | 作曲・編曲 | 時間 |
| 1.                        | 「メイド・イン・ヘヴン」(Made in Heaven (Remix))     | F.Mercury | F.Mercury  | 3:59 |
| 2.                        | 「リヴィング・オン・マイ・オウン」(Living on My Own) | F.Mercury | F.Mercury  | 3:03 |
| 合計時間:                 | 合計時間:                                            | 7:02      |            |      |

| 全作詞・作曲: F.Mercury。 | |           |            |      |
| #                         | タイトル | 作詞      | 作曲・編曲 | 時間 |
| 1.                        | 「メイド・イン・ヘヴン (エクステンデッド・リミックス)」(Made in Heaven (Extended Remix))                      | F.Mercury | F.Mercury  | 4:50 |
| 2.                        | 「メイド・イン・ヘヴン (7" シングル・リミックスバージョン)」(Made in Heaven (7" Remix version))               | F.Mercury | F.Mercury  | 4:05 |
| 3.                        | 「シー・ブロウズ・ホット & コールド (エクステンデッド・バージョン)」(She Blows Hot and Cold (Extended Remix)) | F.Mercury | F.Mercury  | 6:46 |
| 合計時間:                 | 合計時間: | 15:41     |            |      |